# Křídla vlasti Olomouc (lední hokej)
Křídla vlasti Olomouc byl československý vojenský klub ledního hokeje, který sídlil v Olomouci v Severomoravském kraji. V roce 1952 byl v Olomouci založen armádní klub Křídla vlasti Olomouc, který byl okamžitě pro sezonu 1952/53 zařazen do nejvyšší soutěže, ve které strávil tři sezony až do svého rozpuštění po sezoně 1954/55. Největším úspěchem Křídel vlasti byl zisk bronzových medailí v sezoně 1953/54.
Po rozpuštění Křídel vlasti v roce 1955 hrálo v Olomouci své domácí zápasy další vojenské mužstvo Tankista Praha. Po reorganizaci armádního sportu byla sloučena vojenská mužstva Tankista Praha a ÚDA Praha, čímž vznikl nový vojenský klub ASD Dukla Olomouc, který byl po zúžení soutěže z 16 na 14 účastníků zařazen do druhé ligy, ze které hned pro příští sezonu postoupil. Olomoucká Dukla ovšem své domácí zápasy hrála v Jihlavě, kam se pro svou první prvoligovou sezonu přesunula natrvalo, čímž vznikl později jeden z nejúspěšnějších klubů československé hokejové historie Dukla Jihlava.
Své domácí zápasy odehrával na zimním stadionu Olomouc s kapacitou 5 500 diváků.

## Přehled ligové účasti
Stručný přehled
Zdroj: 
- 1952–1953: 1. liga – sk. C (1. ligová úroveň v Československu)
- 1953–1955: 1. liga – sk. A (1. ligová úroveň v Československu)

Jednotlivé ročníky
Zdroj: 
Legenda: ZČ - základní část, červené podbarvení - sestup, zelené podbarvení - postup, fialové podbarvení - reorganizace, změna skupiny či soutěže
| Československo (1952 – 1955) |                 |           |          |                                       |               |
| Sezóny                       | Soutěž          | Úroveň    | ZČ       | Play-off, nadstavba, sk. o udržení... | Poznámky      |
| 1952/53                      | 1. liga – sk. C | 1. úroveň | 3. místo | Skupina o 7.-12. místo (9. místo)     | Změna skupiny |
| 1953/54                      | 1. liga – sk. A | 1. úroveň | 2. místo | Finálová skupina (3. místo)           |               |
| 1954/55                      | 1. liga – sk. A | 1. úroveň | 3. místo |                                       |               |